# إل جي كي أس 20
إل جي كي أس 20 (بالإنجليزية: LG KS20)‏ هو هاتف محمول من إل جي أليكترونيكس، تم طرحه في الأسواق في 7 نوفمبر 2007.

## الخصائص
- الكاميرا الأمامية: VGA
- الكاميرا الخلفية: 2 ميجابكسل
- الشاشة: شاشة لمس إل سي دي 240 × 320
- الوزن: 92.5 غرام
- الذاكرة: 128 ميجابايت